# Psi1 Aurigae
Pour les articles homonymes, voir Psi Aurigae.
Désignations
Psi1 Aurigae (en abrégé ψ1 Aur) est une étoile supergéante de cinquième magnitude de la constellation boréale du Cocher.
Elle présente une parallaxe annuelle de 0,44 mas telle que mesurée par le satellite Gaia, ce qui permet d'en déduire qu'elle est distante d'approximativement ∼ 7 500 a.l. (∼ 2 300 pc) de la Terre. Elle s'éloigne du Soleil à une vitesse radiale de +4 km/s.
Psi1 Aurigae est une étoile supergéante rouge massive de type spectral K5-M1Iab-Ib. C'est une variable semi-régulière de type SRc dont la magnitude apparente varie entre 4,68 et 5,70. Deux périodes de variabilité distinctes sont visibles, la première, qui est la plus évidente, est de 2 000 jours, et la seconde, plus courte, est de 150 à 200 jours. Une étude utilisant la photométrie du satellite Hipparcos l'avait plutôt classée comme une variable irrégulière à longue période de type LC.
L'étoile est plus de 14 fois plus massive que le Soleil et elle est âgée d'environ 12 millions d'années. Son rayon est estimé être 726 fois plus grand que le rayon solaire, elle apparaît 63 579 fois plus lumineuse que le Soleil et sa température de surface est de 3 750 K.